# Berufsverband Kinderkrankenpflege Deutschland
Der Berufsverband Kinderkrankenpflege Deutschland (BeKD) ist seit 1980 die einzige deutsche Interessensvertretung und der Berufsverband der Gesundheits- und Kinderkrankenpfleger/-innen in Deutschland. Als Arbeitskreis der Kinderkrankenschwestern gegründet wurde der Berufsverband 2000 zum BeKD umbenannt. Der Verband vertritt rund 60.000 in der Kinderkrankenpflege beschäftigte Pflegekräfte. Aufgabe des Verbandes ist die berufliche und politische Sicherung der Qualität und der Weiterentwicklung der Gesundheits- und Kinderkrankenpflege.
Der BeKD ist Gründungsmitglied im Deutschen Pflegerat, Mitglied im Beirat des Nationalen Zentrums Frühe Hilfen und arbeitet bei der Paediatric Nursing Associations of Europe mit.